# دانشگاه کیتاساتو
دانشگاه کیتاساتو (北里大学 - Kitasato Daigaku) یک دانشگاه پزشکی خصوصی است که دفتر مرکزی آن در میناتو، توکیو، ژاپن است. این دانشگاه به افتخار کیتاساتو شیباسابرو نامگذاری شده‌است. او در سال ۱۹۰۱ نامزد جایزه نوبل فیزیولوژی یا پزشکی شد جایزه نوبل فیزیولوژی یا پزشکی ۲۰۱۵ به ساتوشی اومورا، استاد دانشگاه کیتاساتو تعلق گرفت.